# Franck Haise
Franck Haise (* 15. April 1971 in Mont-Saint-Aignan) ist ein ehemaliger französischer Fußballspieler und jetziger -trainer.

## Spielerkarriere
Haise spielte als Schüler in der Jugend des FC Rouen, bei dem er mit 17 Jahren sein Debüt in der ersten Mannschaft gab. Als Kapitän seiner Mannschaft verbrachte er von 1990 bis 1994 vier Spielzeiten in der Division 2 und verpasste dreimal nur knapp den Aufstieg in die Ligue 1. Nach dem Abstieg aus der Division 2 1993/94 und einer schwierigen Saison in der Division 3 wechselte Haise am Ende der Saison 1994/95 zurück in die Division 2 zu Stade Laval. Mit diesem Klub erreichte Haise das Halbfinale der Coupe de France 1996/97.
Nach zwei Spielzeiten beim Ligakonkurrenten AS Beauvais kehrte Haise 1999 zu Stade Laval zurück. Von dort wechselte er 2002 zum SCO Angers, mit dem er 2003 den Aufstieg in die Ligue 2 schaffte. Nachdem er zu Beginn der Saison 2003/04 kaum noch eingesetzt worden war, verließ er Angers im Oktober 2003 und schloss sich dem Fünftligisten Stade Mayennais als Spielertrainer an. Am Saisonende beendete er seine Spielerkarriere, um sich auf seine Tätigkeit als Trainer zu konzentrieren.

## Trainerkarriere
Als Trainer gelang es ihm in den Folgejahren, Stade Mayennais in der Klasse zu halten. Im Juni 2006 wechselte er für die kommenden sechs Spielzeiten in den Trainerstab des Ausbildungszentrums von Stade Rennes, wo er hauptsächlich die U17 leitete. Nach einem Jahr als Cheftrainer bei der US Changé wechselte er 2013 zum FC Lorient, wo er die Reservemannschaft in der fünftklassigen CFA 2 trainierte. Am Ende seiner ersten Saison stieg die Mannschaft in die nächsthöhere Liga auf. Im April 2015 wurde er zum Assistenztrainer der Profimannschaft befördert.
Am 24. Oktober 2016 fungierte er nach der Entlassung von Sylvain Ripoll als Interimstrainer des FC Lorient. Nach der Verpflichtung von Bernard Casoni wurde er dessen Assistent. Im September 2017 unterschrieb Franck Haise für drei Jahre einen Vertrag als Trainer der Reserve des RC Lens. Nach einer Heimniederlage des RC Lens gegen SM Caen in der Ligue 2 und der damit verbundenen Entlassung von Philippe Montanier wurde Haise am 25. Februar 2020 zu dessen Nachfolger ernannt. Nach zwei Siegen in seinen ersten beiden Spielen als Cheftrainer wurde die Meisterschaft aufgrund der COVID-19-Pandemie am 30. April 2020 abgebrochen. Lens lag zum Zeitpunkt des Abbruchs auf dem zweiten Tabellenplatz. Aufgrund des Punktequotienten wurde der Klub zum Aufsteiger in die Ligue 1 erklärt. Infolge dieses Aufstiegs wurde der Vertrag von Haise um zwei Jahre verlängert und sein Trainerstab erweitert. In dieser Zeit erwarb er auch die erforderliche Trainerlizenz, um in der Ligue 1 als Cheftrainer arbeiten zu können.
Die erste Saison nach der Rückkehr in die Eliteklasse beendete der RC Lens auf dem siebten Platz. Unter Haise als Cheftrainer entwickelten sich Spieler wie Seko Fofana und Jonathan Clauss soweit fort, dass sie in die französische Nationalmannschaft berufen wurden. 2021 wurde Haise von seinen Kollegen hinter Christophe Galtier zum zweitbesten französischen Trainer des Jahres gewählt.
Am 13. Oktober 2022 wurde Haise zusätzlich zu seiner Funktion als Cheftrainer zum Generalmanager des RC Lens ernannt und verlängerte seinen Vertrag bis 2027. Zum 1. Juli 2024 wechselte er zu OGC Nizza.

## Erfolge und Auszeichnungen
- Trainer der Saison der Ligue 1: 2022/23